# Kj (digramme)
Cette page contient des caractères spéciaux ou non latins. S’ils s’affichent mal (▯, ?, etc.), consultez la page d’aide Unicode.
Pour les articles homonymes, voir KJ.
Kj (minuscule kj) est un digramme de l'alphabet latin composé d'un K et d'un J. 

## Linguistique
- En norvégien le digramme « kj » représente généralement [ç].

## Représentation informatique
À la différence d'autres digrammes, il n'existe aucun encodage du Kj sous la forme d'un seul signe. Il est toujours réalisé en accolant les lettres K et J.